# Geminiviridae
Geminiviridae es una familia de virus que infectan plantas. Tienen genomas de ADN circular de cadena única ambisentido y se incluyen en el Grupo II de la Clasificación de Baltimore. El genoma puede ser un solo segmento de 2500-3000 nucleótidos o dos segmentos de tamaño similar. Tienen una cápside alargada formada por la unión de dos icosaedros T=1 incompletos (de ahí el nombre de gemelos). La cápside tiene un diámetro de 18-20 nm y una longitud de unos 30 nm. Los virus con genomas bipartitos (Begomovirus solo) tienen estos componentes separados en dos partículas, y por lo tanto, se requiere más de una partícula de virus para infectar una célula.
Estos virus son responsables de una cantidad significativa de daños en las cosechas de todo el mundo. Las epidemias por geminivirus se deben a una serie de factores, tales como el transporte de material vegetal infectado, la expansión de la agricultura hacia nuevas zonas de cultivo y la expansión de los vectores que transmiten el virus de una planta a otra. Además, la recombinación de diferentes geminivirus infectando a una planta podría dar lugar a que un nuevo y posiblemente virulento virus se desarrolle.
Geminiviridae incluye los siguientes géneros:
- Género Mastrevirus; especie tipo: Virus del estriado del maíz.
- Género Curtovirus; especie tipo: Virus de la rizomanía de la remolacha.
- Género Begomovirus; especie tipo: Virus del mosaico dorado de la haba.
- Género Topocuvirus; especie tipo: Virus del seudorizado del tomate.

La transmisión se realiza mediante cicadellas (Mastrevirus, Curtovirus), moscas blancas (Begomovirus) o membranácidos (Topocuvirus). 

## Replicación

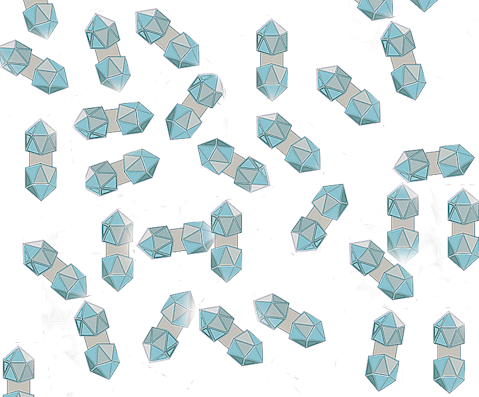
Dibujo de la estructura de la cápsida de varios geminivirus

Los genomas de los geminivirus codifican solo unas pocas proteínas, por lo que son dependientes de la maquinaria de la célula huésped para la replicación: estos incluyen factores tales como la ADN polimerasa y probablemente las polimerasas de reparación, con el fin de amplificar sus genomas, además de los factores de transcripción. Los geminivirus se replican a través de un mecanismo de círculo móvil similar al de los bacteriófagos tales como M13 y muchos plásmidos. La replicación se realiza en el núcleo de la célula vegetal infectada. En primer lugar, el ADN circular de cadena única se convierte en una doble cadena circular intermedia. Este paso implica el uso de enzimas de reparación del ADN celular para producir una cadena complementaria de sentido negativo usando la cadena positiva como plantilla. 
El siguiente paso es la fase del círculo móvil, en donde la cadena viral es situada en un lugar específico para dar inicio al proceso de replicación. Este proceso en un núcleo eucariota puede dar lugar a concatémeros de doble cadena que constituyen formas intermedias del genoma viral. Nuevas formas de ADN de cadena única del genoma del virus (de sentido positivo) se forman probablemente por interacción de las proteínas con el ADN intermedio, puesto que los genomas que carecen del gen CP no forman ADN monocatenario. 
El ADN monocatenario es envasado en partículas germinativas en el núcleo. No está claro si estas partículas pueden salir del núcleo y transmitirse a las células vecinas como viriones, o son las cadenas monocatenarias asociadas con la cubierta proteínica que a través de un movimiento de proteínas encaminan el genoma de célula a célula a través de los plasmodesmos.
Los geminivirus tienden a ser introducidos en células vegetales diferenciadas a través de las piezas bucales de un insecto vector. Sin embargo, estas células generalmente carecen de las enzimas necesarias para la replicación del ADN, lo que hace difícil que el virus se replique. Para superar esta dificultad, los geminivirus pueden inducir a las células vegetales a reentrar en el ciclo celular desde el estado inactivo a fin de que pueda llevarse a cabo la replicación viral.